# Naucleopsis
Naucleopsis es un género con 26 especies de plantas con flores pertenecientes a la familia  Moraceae.

## Especies seleccionadas
| - Naucleopsis amara - Naucleopsis caloneura - Naucleopsis capirensis - Naucleopsis chiguila - Naucleopsis concinna - Naucleopsis glabra - Naucleopsis guianensis - Naucleopsis herrerensis - Naucleopsis humilis - Naucleopsis imitans - Naucleopsis inaequalis - Naucleopsis insculptula - Naucleopsis jamariensis | - Naucleopsis krukovii - Naucleopsis macrophylla - Naucleopsis mello-barretoi - Naucleopsis naga - Naucleopsis oblongifolia - Naucleopsis pauciflora - Naucleopsis pseudo-naga - Naucleopsis riparia - Naucleopsis stipularis - Naucleopsis straminea - Naucleopsis ternstroemiiflora - Naucleopsis ulei - Naucleopsis velutina |